# 西園寺実氏
西園寺 実氏（さいおんじ さねうじ、實氏）は、鎌倉時代前期の公卿・歌人。太政大臣・西園寺公経の子。官位は従一位・太政大臣。常盤井相國と号す。

## 経歴
叙爵後、遠江介、近江介などの国司を務める。承元2年（1208年）、左近衛中将に任命。承元5年（1211年）に従三位・参議に叙任される。建保6年（1218年）、権中納言・左衛門督に任ぜられる。承久4年・貞応元年（1222年）には従二位・右近衛大将に叙任された。
鎌倉幕府と親しい公家として知られ、3代将軍・源実朝が暗殺された鶴岡八幡宮での右大臣拝賀の儀式にも参列している。また、承久の乱の際には後鳥羽上皇の命令で父・公経と共に幽閉された。寛喜3年（1231年）に内大臣、嘉禄元年（1235年）に右大臣、寛元4年（1246年）には太政大臣となった。続いて関東申次・院評定衆も務める。娘の姞子（大宮院）が後嵯峨天皇の中宮となり、後の後深草・亀山両天皇を産んだ。また、大宮院の妹の公子も後深草天皇に入内して皇后となっている。なお、『続後撰和歌集』『続古今和歌集』『続拾遺和歌集』には歌が収録されている。

## 官歴
『公卿補任』による。
- 建久8年（1197年）：従五位下（女御琮子給）
- 建仁2年（1202年）正月21日：侍従
- 建仁2年11月22日（1203年1月）：従五位下
- 建仁4年（1204年）正月5日：正五位下（臨時）
- 元久2年12月2日（1206年1月）：従四位下（造髙陽院餐）
- 元久3年（1206年）正月13日：遠江介
- 元久3年（1206年）2月21日：左近衛少将
- 建永2年（1207年）正月2日：従四位上（朝覲行幸賞）
- 建永2年（1207年）正月13日：近江介
- 承元2年（1208年）正月5日：正四位下（修明門院御給）
- 承元2年（1208年）2月9日：左近衛中将
- 承元4年（1210年）正月14日：美濃権介
- 承元5年（1211年）正月5日：従三位（中將事无如元宣下）
- 承元5年（1211年）正月18日：参議（除目被付兼字。四位之時中將欺）
- 建暦2年（1212年）正月13日：近江権守
- 建暦2年（1212年）11月13日：正三位
- 建保5年（1217年）正月28日：讃岐権守
- 建保6年（1218年）10月9日：権中納言
- 建保6年（1218年）12月9日：左衛門督
- 承久元年12月13日（1220年1月）：従二位
- 承久2年（1220年）正月22日：春宮権大夫
- 承久2年（1220年）正月26日：辭督
- 承久3年（1221年）4月20日：止権大夫
- 承久3年12月1日（1222年1月）：皇太后権大夫（立后）
- 承久4年（1222年）正月5日：正二位
- 貞応元年（1222年）8月16日：右近衛大将（父公讓之）
- 貞応元年（1222年）9月7日：右馬寮御監
- 貞応3年（1224年）8月4日：止大夫（院號）
- 元仁元年12月25日（1225年2月）権大納言
- 寛喜2年（1230年）2月16日：中宮大夫（立后）
- 寛喜3年（1231年）4月26日：内大臣
- 寛喜3年（1231年）10月28日：東宮傅
- 寛喜4年（1232年）正月9日：後宮別当
- 貞永元年（1232年）10月4日：止傅　24日：辭大将
- 文暦元年（1234年）10月6日：後宮別当
- 嘉禄元年（1235年）10月2日：右大臣
- 嘉禄2年（1236年）3月4日：従一位
- 嘉禄2年（1236年）4月18日：辭
- 寛元2年（1244年）：復
- 寛元4年（1246年）3月4日：太政大臣
- 文応元年（1260年）11月3日：出家

## 系譜
- 父：西園寺公経
- 母：一条全子 - 一条能保娘
- 正室：四条貞子 - 四条隆衡娘
  - 長女：西園寺姞子（大宮院、1225-1292） - 後嵯峨天皇中宮、後深草・亀山両天皇母
  - 女子：西園寺公子（東二条院、1232-1304） - 後深草天皇中宮
- 妻：藤原幸子 - 藤原親雅娘
  - 長男：西園寺公基（1220-1275）
- 妻：家女房
  - 二男：西園寺公相（1223-1267）
- 生母不明の子女
  - 男子：道勝（-1273）
  - 男子：道耀（1234-1304）
  - 男子：守助（1241-1295）
  - 女子：西園寺教子 - 大納言典侍、従二位